# سلفاتيرا دي ماجوس
سلفاتيرا دي ماجوس (تلفظ برتغالي: ‎/ˌsalvɐˈtɛʁɐ ðɨ ˈmaɣuʃ/‏) هي بلدية في محافظة شنترين في البرتغال. بلغ عدد سكانها في عام 2011 ما مجموعه 22.159 نسمة، في مساحة 243.93 كيلومتر مربع.

## المناخ
| البيانات المناخية لـباراجيم دي ماجوس، 1991-2020، ارتفاع: 43 م (141 قدم) | البيانات المناخية لـباراجيم دي ماجوس، 1991-2020، ارتفاع: 43 م (141 قدم) | البيانات المناخية لـباراجيم دي ماجوس، 1991-2020، ارتفاع: 43 م (141 قدم) | البيانات المناخية لـباراجيم دي ماجوس، 1991-2020، ارتفاع: 43 م (141 قدم) | البيانات المناخية لـباراجيم دي ماجوس، 1991-2020، ارتفاع: 43 م (141 قدم) | البيانات المناخية لـباراجيم دي ماجوس، 1991-2020، ارتفاع: 43 م (141 قدم) | البيانات المناخية لـباراجيم دي ماجوس، 1991-2020، ارتفاع: 43 م (141 قدم) | البيانات المناخية لـباراجيم دي ماجوس، 1991-2020، ارتفاع: 43 م (141 قدم) | البيانات المناخية لـباراجيم دي ماجوس، 1991-2020، ارتفاع: 43 م (141 قدم) | البيانات المناخية لـباراجيم دي ماجوس، 1991-2020، ارتفاع: 43 م (141 قدم) | البيانات المناخية لـباراجيم دي ماجوس، 1991-2020، ارتفاع: 43 م (141 قدم) | البيانات المناخية لـباراجيم دي ماجوس، 1991-2020، ارتفاع: 43 م (141 قدم) | البيانات المناخية لـباراجيم دي ماجوس، 1991-2020، ارتفاع: 43 م (141 قدم) | البيانات المناخية لـباراجيم دي ماجوس، 1991-2020، ارتفاع: 43 م (141 قدم) |
| الشهر                                                                   | يناير                                                                   | فبراير                                                                  | مارس                                                                    | أبريل                                                                   | مايو                                                                    | يونيو                                                                   | يوليو                                                                   | أغسطس                                                                   | سبتمبر                                                                  | أكتوبر                                                                  | نوفمبر                                                                  | ديسمبر                                                                  | المعدل السنوي                                                           |
| ----------------------------------------------------------------------- | ----------------------------------------------------------------------- | ----------------------------------------------------------------------- | ----------------------------------------------------------------------- | ----------------------------------------------------------------------- | ----------------------------------------------------------------------- | ----------------------------------------------------------------------- | ----------------------------------------------------------------------- | ----------------------------------------------------------------------- | ----------------------------------------------------------------------- | ----------------------------------------------------------------------- | ----------------------------------------------------------------------- | ----------------------------------------------------------------------- | ----------------------------------------------------------------------- |
| المتوسط اليومي °م (°ف)                                                  | 9.5 (49.1)                                                              | 10.5 (50.9)                                                             | 12.9 (55.2)                                                             | 14.9 (58.8)                                                             | 17.6 (63.7)                                                             | 20.6 (69.1)                                                             | 22.2 (72.0)                                                             | 22.3 (72.1)                                                             | 20.3 (68.5)                                                             | 17.2 (63.0)                                                             | 12.7 (54.9)                                                             | 10.2 (50.4)                                                             | 15.9 (60.6)                                                             |
| الهطول مم (إنش)                                                         | 68.1 (2.68)                                                             | 51.7 (2.04)                                                             | 51.9 (2.04)                                                             | 58.0 (2.28)                                                             | 46.2 (1.82)                                                             | 17.4 (0.69)                                                             | 2.5 (0.10)                                                              | 5.5 (0.22)                                                              | 26.6 (1.05)                                                             | 85.2 (3.35)                                                             | 95.0 (3.74)                                                             | 82.8 (3.26)                                                             | 590.9 (23.27)                                                           |
| المصدر: وكالة البيئة البرتغالية                                         |                                                                         |                                                                         |                                                                         |                                                                         |                                                                         |                                                                         |                                                                         |                                                                         |                                                                         |                                                                         |                                                                         |                                                                         |                                                                         |

## وصلات خارجية
- صور من سلفاتيرا دي ماجوس